# Castanet (Tarn)
Castanet è un comune francese di 188 abitanti situato nel dipartimento del Tarn nella regione dell'Occitania.

## Società

### Evoluzione demografica
Abitanti censiti